# 滇藏叶下珠
滇藏叶下珠（学名：Phyllanthus clarkei）为大戟科叶下珠属下的一个种。

## 扩展阅读
- 維基物種上的相關：滇藏叶下珠